# ČD Cargo

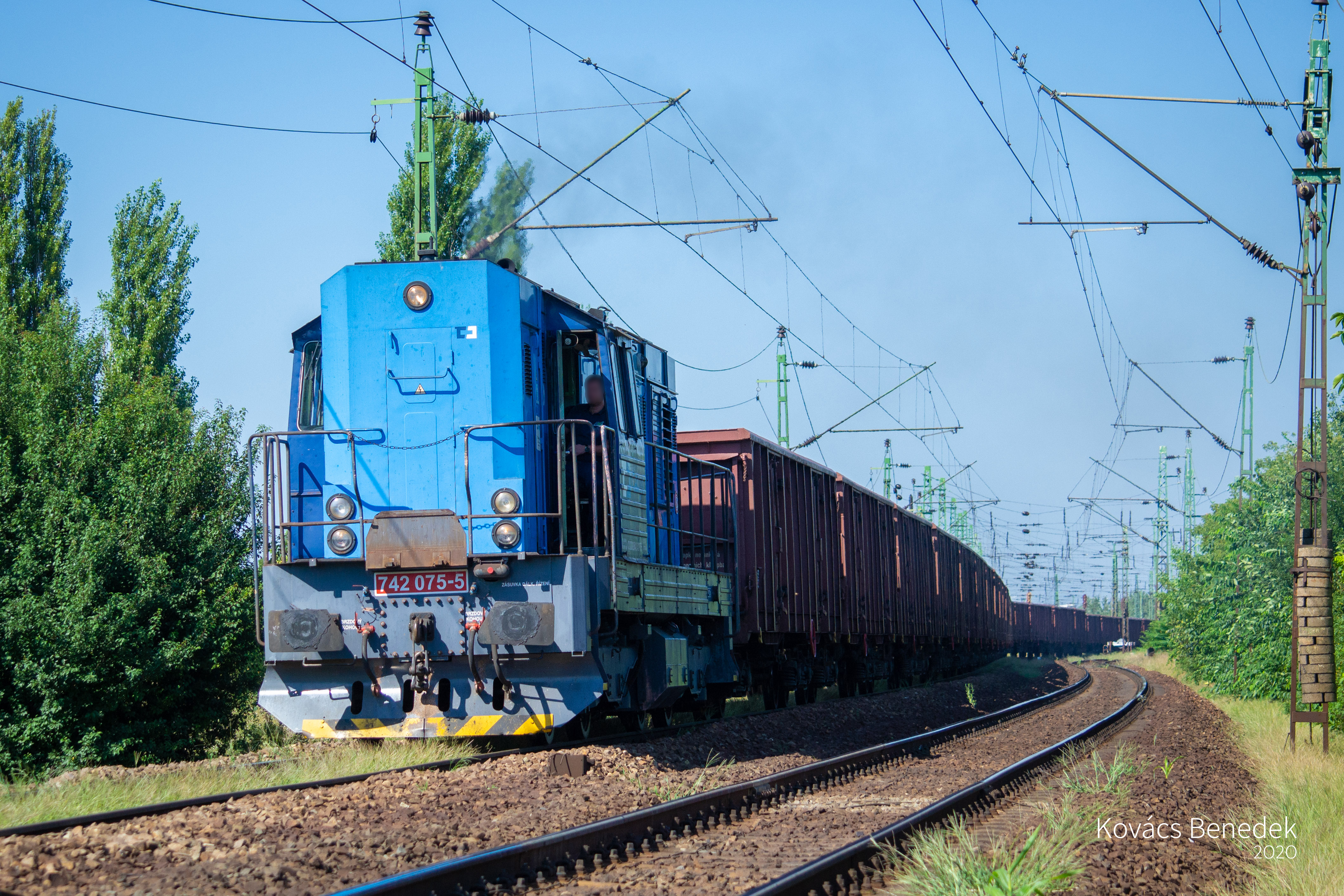
A CD Cargo egyik Kocúrja Szolnoknál

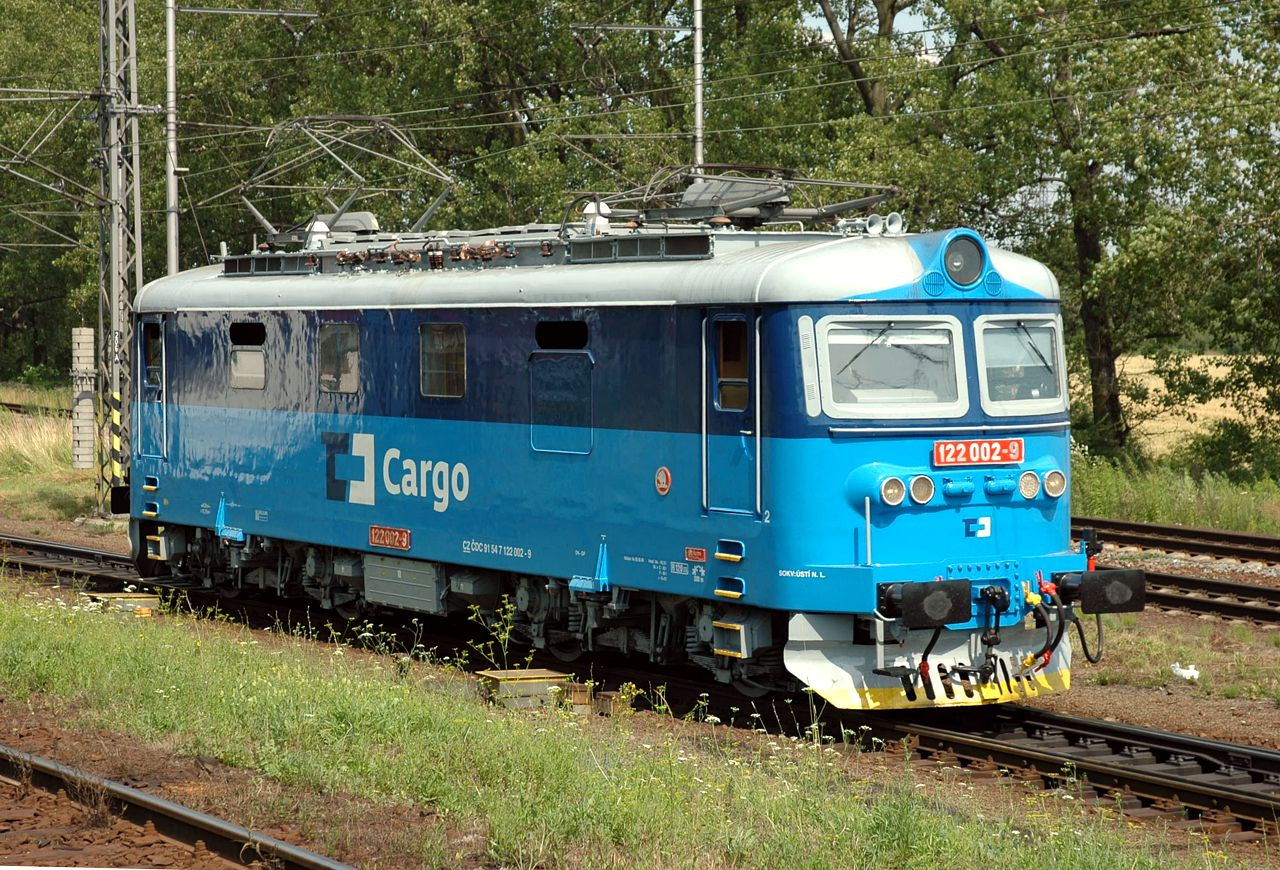
A ČD Cargo egyik ČD 122-es sorozatú villamosmozdonya a legújabb festésben

A ČD Cargo (VKM: ČDC) a Cseh Államvasútból (VKM: ČD) kivált teherszállító vasúttársaság.

## A ČD Cargo történe[2]
A társaságot 2007. október 31-én alapították a Cseh Köztársaság kormányának 2007. július 25-i, 848. számú határozata alapján, és 2007. december 1-jén jegyezték be.
A teherszállítási vasúti tevékenység a České dráhy a. s.-től történő leválasztásával a ČD Cargo-hoz került a České dráhy mozdonyainak egyharmada, mind a 32 000 teherkocsi, a járműjavító műhelyek egy része, valamint az eredeti mintegy 55 000 alkalmazottból körülbelül 13 000 fő. Emellett a České dráhy egyes vállalatokban lévő tulajdonrészei is átkerültek a ČD Cargo-hoz, így ezek a cégek a ČD Cargo leányvállalataivá váltak.
A cseh kormány 2007 és 2008 között tárgyalásokat folytatott a ČD Cargo és a szlovák Železničná spoločnosť Cargo Slovakia egyesítéséről. Megállapodás azonban nem született, mivel a felek eltérően vélekedtek a tulajdonrészekről és az így létrejövő vállalat esetleges privatizációjáról. 2010-ben újra napirendre került a külföldi társaságokkal való egyesülés terve. Ugyanebben az évben tárgyalások zajlottak a lengyel PKP Cargo-val való egyesítésről is.
2022-ben a ČD Cargo rendelkezett minden szükséges engedéllyel a Cseh Köztársaságban, Németországban és Ausztriában történő működéshez, valamint leányvállalatain keresztül Lengyelországban, Szlovákiában, Magyarországon és Horvátországban is.

## Részesedések[2]
A ČD Cargo-nak az alábbi vállatokban van részesedése:
- CD Cargo Germany GmbH (részesedés: 100%) – a CD Cargo Austria GmbH tulajdonosa
- CD Cargo Poland Sp. z o.o. (részesedés: 100%)
- CD Cargo Slovakia, s.r.o. (részesedés: 100%) – a CD Cargo Hungary Kft. tulajdonosa
- ČD Cargo Adria d.o.o. (részesedés: 100%)
- Terminal Brno, a.s. (részesedés: 66,93%)
- ČD Cargo Logistics, a.s. (részesedés: 100%)
- ČD-DUSS Terminál, a.s. (részesedés: 51%)
- Raillex, a.s. (részesedés: 50%)
- Ostravská dopravní společnost, a.s. (részesedés: 50%)
- Ostravská dopravní společnost – Cargo, a.s. (részesedés: 20%)
- Bohemiakombi, spol. s r.o. (részesedés: 30%)
- Bureau Central de Clearing Bruxelles BCC (részesedés: 3,36%)
- Auto Terminal Nymburk, s.r.o. – a társaság megszűnt, 2021. augusztus 3-án törölték a cégjegyzékből
- Terminál Nymburk s.r.o. (részesedés: 15%)

## A vontatójárművek korszerűsítése[2]
A ČD Cargo vontatójármű-állománya több mint 850 mozdonyból áll, ami 37 típust jelent. Ezek körülbelül fele dízelmozdony, a másik fele villanymozdony. A járművek egy része alkalmas nemzetközi forgalomra.
A társaság megalakulásakor olyan vontatójárművek kerültek az állományába, amelyeket akkoriban főként tehervonatok továbbítására használtak (pl. 121, 122, 123, 181, 182 és 771), illetve azok a járművek, amelyek műszaki adottságaik miatt személyszállításra nem voltak alkalmasak.
A ČD Cargo első korszerűsített mozdonyai a 753.7 sorozatú járművek voltak. 2008 közepén a vállalat szerződést kötött a CZ LOKO céggel 30 db, már nem használt és többnyire selejtezett „brejlovec” típusú mozdony (750, 752 és 753) modernizálására. Mindössze 5 hónappal később elhagyta a gyár kapuját az első modernizált mozdony, a 753.751-es. 2015-ben 7 db ilyen mozdonyt alakítottak át úgy, hogy alkalmasak legyenek lengyelországi üzemre, így ma már a Cseh Köztársaság északi határain túl is láthatjuk őket közlekedni.
2009-ben 5 db 130-as sorozatú mozdonyt alakítottak át úgy, hogy alkalmasak legyenek a Csehország és Lengyelország közötti tehervonatok továbbítására, és hogy megfeleljenek a lengyel üzemeltetési előírásoknak. Ezeket a mozdonyokat a CD Cargo Poland nevű vállalat használja.
2009 és 2010 között 7 db 230-as sorozatú mozdony esett át átfogó modernizáción a Parsa nova vállalatnál. A korszerűsítés során új vákuumos főmegszakítót, processzorvezérelt vezérlést, LED világítást, valamint ergonomikus vezetőállásokat szereltek be, GSM-R rádióállomással, villamosenergia-mérő rendszerrel, vezetőállás-klímával, valamint Mirel VZ1 vonatbefolyásoló berendezéssel. Ez utóbbi lehetővé tette a mozdonyok üzemét nemcsak Csehországban és Szlovákiában, hanem a hatósági eljárás befejezése után Magyarországon is, ahol azóta rendszeresen közlekednek.
2010-ben a české budějovicei SOKV-ban befejezték az első 218-as sorozatú mozdony átépítését, így lehetővé vált  a villanymozdonyok mozgatása olyan vágányokon, iparvágányokon és állomási területeken, ahol nincs felsővezeték. Ezt a feladatot korábban 210-es sorozatú mozdonyok látták el egy csatlakoztatott akkumulátoros kocsival, ám a 218-as sorozat praktikusabb megoldásnak bizonyult.
Ugyanebben az évben (azaz 2010-ben) megkezdődött 3 db 708-as sorozatú mozdony korszerűsítése, melyet a CZ Loko végzett (742.7). A 708-as mozdonyok modernizációja során Caterpillar C13 típusú, 300 kW teljesítményű motort építettek be (remotorizáció), továbbá a vezetőállás is megújult.
Ezzel szemben a 742-es mozdony 742.71-es sorozattá történő modernizációja során az eredeti mozdonyból csupán a főkeretet és a forgóvázakat tartották meg. Az alkalmazott átalakítási koncepció nem volt teljesen új, hanem a 741.7 sorozatú, korábban (2009–2011 között) más vasúttársaságok számára gyártott modernizált mozdonyok tervein alapult. 2022. decemberében vette át a ČD Cargo az 50. 742.71-es sorozatú mozdonyt.
A ČD Cargo megalakulásakor 30 db 163-as sorozatú mozdony volt az állományában. Az üzemi igények miatt növelni kellett a kétáramnemű mozdonyok számát, így döntés született ezen mozdonyok átalakításáról 363.5 sorozattá, amely így nemcsak  Csehország teljes vasúti hálózatán, hanem Szlovákiában és más, 25 kV-os vontatási rendszerű országokban is közlekedhet. 2011-ben gördültek ki az első átépített mozdonyok a šumperki Pars nova műhelyből, ezek a mozdonyok Magyarországra is bejárhatnak már.
Eddig 21 db, 742-es sorozatú (Kocúr) mozdony esett át jelentős modernizáción. A módosítások elsősorban a gépterét érintették, ahol egy újonnan tervezett elektromos kapcsolószekrényt helyeztek el, melybe az elektromos berendezések többségét építették be. Ezen felül módosításokat végeztek a süllyesztett vezetőállás (hátsó orr-rész) beépítése miatt. A hátsó géptető lesüllyesztése lehetővé tette a vezetőfülke hátsó falának átalakítását, ahová egy nagy, negatív dőlésszögű homlokablak került beépítésre a tükröződés elkerülése érdekében. Ezzel jelentősen javult a kilátás legalább az egyik menetirányba, ami a mozdonyok kétmozdonyos (tandem) üzemeltetése során elegendőnek bizonyult.
2016. április 13-án ünnepélyesen aláírták a szerződést a ČD Cargo és a Siemens Česká republika között az első 5 db, 383-as sorozatú Vectron mozdony szállításáról.
A ČD Cargo számára készült alapváltozat a következő országokban rendelkezik hatósági engedéllyel: Németország, Lengyelország, Csehország, Szlovákia, Ausztria, Magyarország és Románia. Ez jelentősen felgyorsította a határokon átnyúló árufuvarozást. A mozdonyok egyszerű átalakítással más országokban is üzemképessé tehetők.
Az első, ČD Cargo arculati színeiben megjelenő Vectront, a 383.001-es pályaszámút, a közönség számára 2016 júniusában mutatták be az ostravai Czech Raildays nemzetközi vásáron.
2023 végén a társaság flottájában 12 db Vectron van már, és további Vectronokat bérelnek.
A 383-as sorozatú mozdonyok szállításával párhuzamosan a ČD Cargo 31 db 163-as sorozatú mozdonyt vásárolt meg az anyavállalatától, a České dráhy-tól. Ezek a mozdonyok a motorvonatok fokozatos bevezetése miatt feleslegessé váltak a személyszállítási feladatokhoz. Ezek a ČD Cargo-nál az öregebb 122-es sorozatú mozdonyok egy részét váltották fel. Néhány mozdonyt lengyelországi üzemre alakítottak át, és azokat a leányvállalat, a CD Cargo Poland használja.
2018-ban döntés született újabb mozdonyok vásárlásáról és modernizálásáról. A ČD Cargo vontató-járműparkja 2019-től a következőkkel bővült:
- modernizált 742.71-es sorozatú mozdonyokkal,
- 10 darab 744.1-es sorozatú mozdony,
- 4 darab 753.6-os sorozatú mozdony,
- 2019 decemberében megérkezett az első Bombardier TRAXX MS3 mozdony, amely a 388-as sorozatot kapta. Összesen 10 db ilyen mozdonyt rendeltek.

A TRAXX MS3 típus 2021. december 10-én megkapta az ERA típusengedélyt.
2023 végére a modern, nemzetközi forgalomra alkalmas mozdonyflotta az alábbiakból állt:
- 16 db 388-as sorozatú TRAXX MS3,
- 12 db 383-as sorozatú Vectron,
- 2 db 393-as sorozatú Vectron, melyek 2023 márciusában kerültek a járműparkba.

Ezeken túl a České dráhy-tól átvett 242-es sorozatú mozdonyok is megjelentek a flottában.

## A vállalat vezetése és szervezeti struktúrája[2]
A ČD Cargo vállalatot egy háromtagú igazgatóság irányítja, amelynek élén az igazgatóság elnöke áll. A vállalat további irányító szervei a felügyelőbizottság és az auditbizottság.
A ČD Cargo szervezeti egységekre (JOS) tagolódik. A központi szintet a vezérigazgatóság (GŘ) képviseli, a végrehajtási szintet pedig a területi üzemigazgatóságok (OPŘ), amelyek 2024-ig Üzemi Egységek (PJ) néven működtek. Az OPŘ-k alá tartoznak a következő egységek:
- üzemi kirendeltségek (PP),
- vasúti járműjavító központok (SOKV),
- az ezekhez tartozó vasúti járműjavítók (OKV),
- a fuvarbevétel elszámolási központ (OPT),
- a forgalomirányítási központ Česká Třebovában (ŘP)

Külföldi kirendeltségek:
- Ausztriai kirendeltség (ČD Cargo Niederlassung Wien),
- Németországi kirendeltség (ČD Cargo Niederlassung Germany)

A vállalat törvényes képviseleti szerve az igazgatóság.
A felügyelőbizottság feladatkörén belül többek között felügyeli az igazgatóság tevékenységét, valamint a vállalat üzleti tevékenységének megvalósítását. Kifejti álláspontját a vállalat üzleti tevékenységéről és vagyoni helyzetéről szóló jelentésről, amelyet a közgyűlés tárgyal, továbbá véleményezi az éves üzleti tervet, beleértve az üzleti stratégiát is, amely szintén a közgyűlés jóváhagyására kerül.

### Igazgatóság
A társaság megalakulásakor (2007. december 1-jén) az igazgatóság élére Josef Bazala került, aki akkoriban a České dráhy igazgatóságának elnöke és vezérigazgatója volt.
Bazalát az igazgatóság többi tagjával együtt (Rodan Šenekl, Václav Andrýsek, Bogdan Heczko) visszahívták a társaság közgyűlésén, amelyre 2010. június 16-án került sor. A leváltás indokaként a vállalat állítólagos rossz gazdálkodását és az anyavállalattal való rossz együttműködést nevezték meg. A leváltott Bazala azonban ezeket az okokat elutasította, és a veszteséges gazdálkodást a globális gazdasági válsággal magyarázta.
Az új igazgatóság tagjai a České dráhy vezérigazgatója, Petr Žaluda, valamint helyettesei, Michal Nebeský és Milan Matzenauer lettek. Azonban egyikük sem rendelkezett a vasúti törvény előírásai szerinti szakmai képesítéssel, így a vállalat a vasúti közlekedés üzemeltetésére vonatkozó engedély elvesztésének veszélyével nézett szembe, ami a társaság alaptevékenységének ellehetetlenülését jelentette volna.
A problémát végül Petr Bazger szakszervezeti vezető igazgatósági taggá való kinevezésével oldották meg, mivel ő rendelkezett a szükséges szakmai képesítéssel.
2010. augusztus 24-én Jiří Vodička váltotta Petr Žaludát az igazgatóság elnöki posztján. Válságmenedzserként vette át a tisztséget addig, amíg egy nemzetközi pályázat alapján ki nem választják az új elnököt.
2011. június 22-én Vodičkát leváltották, mivel beosztottjainak magas jutalmakat fizetett ki, helyére Gustav Slamečka került.
2012. október 9-én ismét Petr Žaluda lett az igazgatóság elnöke, akit 2013. augusztus 26-án Oldřich Mazánek váltott.
2014. november 3-tól a ČD Cargo élére Ivan Bednárik került, az igazgatóság tagjai: Radek Dvořák és Zdeněk Škvařil (az üzemeltetésért felelős tag). A vezetőséghez tartozott még:
- Tomáš Tóth (ügyvezető igazgató),
- Bohumil Rampula (kereskedelmi igazgató),
- Robert Heděnec (pénzügyi igazgató).

2020. december 4-én Ivan Bednárikot leváltották az igazgatóság éléről (később a České dráhy elnökévé választották).
2020 decemberétől a ČD Cargo igazgatóságának elnöke Tomáš Tóth.
2022-ben az igazgatóság tagjai az alábbiak:
- Tomáš Tóth (elnök),
- Zbyszek Waclawik,
- Martin Svojanovský.

### Felügyelőbizottság
A felügyelőbizottság elnöke kezdetben Oldřich Vojíř, az ODS párt parlamenti képviselője volt.
2010 augusztusában a már volt képviselő Vojíř helyére Petr Žaluda, a České dráhy akkori vezérigazgatója került a felügyelőbizottság élére.
2022. augusztus 31-től a felügyelőbizottság elnöke Michal Krapinec, a České dráhy igazgatóságának elnöke.

## Együttműködés az Innofreight vállalattal[2]
A ČD Cargo már 15 éve működik együtt az osztrák Innofreight vállalattal, és kínál ügyfelei számára egy innovatív technológiát, amely széles áruválaszték szállítására alkalmas.
MonTainer tartályok kirakodása barnaszénnel a Chvaletice-i erőműben telepített kirakodóberendezéssel történik.
A ČD Cargo ügyfelei széles választékban vehetik igénybe különféle felépítményeket, amelyek gyakorlatilag mindenféle áru szállítására alkalmasak.
Az intermodális kocsik között megtalálhatóak a hagyományos Sgs, Sgnss vagy Sgjs sorozatú kocsik, valamint az új, modern Sggrrs vagy Sggmrrs típusok, az ún. InnoWaggonok, melyek koncepcióját 2011 és 2013 között fejlesztették ki.
Ezen kocsik legfőbb előnye az egyszerűség, az alacsony saját tömeg és az univerzalitás. Az Innofreight technológia további előnye a könnyű, gyors és biztonságos kirakodás.
A WoodTainer típusú konténereket és hasonló kialakítású felépítményeket speciális, elforgatható villás emelőkocsi segítségével rakodják ki.
Szállítható árucikkek a következők:
- energetikai és papíripari faapríték
- barna- és feketeszén
- koksz
- szennyezett föld, iszap
- kénmentesítéshez használt mészkő
- gipsz (energiagipsz, azaz FGD-gipsz)
- fa
- fémipari félkész termékek
- fémtekercsek

## Piaci részesedés[2]
A ČD Cargo piaci részesedése 2008-ban, tehát a független működés első évében, 92,28% volt, majd fokozatosan csökkent, és 2017-ben már 63,49%-ra csökkent (a bruttó tonnakilométerek alapján). 2020-ban a ČD Cargo piaci részesedése 58,6%-ot ért el (szintén a bruttó tonnakilométerek alapján). 2022-ben pedig ez a részesedés 58,43 % volt.

## Vontató járművek[3]
| Sorozat          | Tengelyelrendezés | Darabszám | Forgalomba állás | Teljesítmény [kW] | Indító nyomaték[kN] | Max. sebesség [km/h] | Áramrendszer       |
| ČD 110 sorozat   | Bo'Bo'            | 3         | 1971             | 800               | 160                 | 80                   | 3000 V=            |
| ČD 111 sorozat   | Bo'Bo'            | 18        | 1981             | 760               | 186                 | 80                   | 3000 V=            |
| ČD 122 sorozat   | Bo'Bo'            | 17        | 1967             | 2040              | 224                 | 90                   | 3000 V=            |
| ČD 123 sorozat   | Bo'Bo'            | 29        | 1971             | 2040              | 224                 | 90                   | 3000 V=            |
| ČD 130 sorozat   | Bo'Bo'            | 41        | 1977             | 2040              | 228                 | 100                  | 3000 V=            |
| ČD 163 sorozat   | Bo'Bo'            | 20        | 1984             | 3480              | 250                 | 120                  | 3000 V=            |
| ČD 163.2         | Bo'Bo'            | 19        | 1984             | 3480              | 250                 | 120                  | 3000 V=            |
| ČD 181 sorozat   | Co'Co'            | 5         | 1961             | 2790              | 345                 | 90                   | 3000 V=            |
| ČD 182 sorozat   | Co'Co'            | 5         | 1963             | 2790              | 345                 | 90                   | 3000 V=            |
| ČD 210 sorozat   | Bo'Bo'            | 9         | 1972             | 880               | 170                 | 80                   | 25 kV 50 Hz        |
| ČD 218 sorozat   | Bo'Bo'            | 2         | 1972             | 880               | 170                 | 80                   | 25 kV 50 Hz        |
| ČD 230 sorozat   | Bo'Bo'            | 54        | 1966             | 3080              | 240                 | 110                  | 25 kV 50 Hz        |
| ČD 240 sorozat   | Bo'Bo'            | 29        | 1968             | 3080              | 240                 | 120                  | 25 kV 50 Hz        |
| ČD 242 sorozat   | Bo'Bo'            | 40        | 1975             | 3080              | 240                 | 120                  | 25 kV 50 Hz        |
| ČD 340 sorozat   | Bo'Bo'            | 3         | 1968             | 3080              | 240                 | 120                  | 15 KV + 25 kV      |
| ČD 363 sorozat   | Bo'Bo'            | 47        | 1980             | 3060              | 300                 | 120                  | 3kV= + 25kV        |
| ČD 363.5 sorozat | Bo'Bo'            | 30        | 2010             | 3700              | 300                 | 120                  | 3kV= + 25kV        |
| ČD 372 sorozat   | Bo'Bo'            | 9         | 1988             | 3080              | 275                 | 120                  | 3kV= + 15kV        |
| ČD 383 sorozat   | Bo'Bo'            | 22        | 2016             | 6400              | 300                 | 160                  | 3kV= + 25kV + 15kV |
| ČD 388 sorozat   | Bo'Bo'            | 60        | 2019             | 5600              | 300                 | 160                  | 3kV= + 25kV + 15kV |
| ČD 393 sorozat   | Bo'Bo'            | 22        | 2016             | 6400              | 300                 | 200                  | 25kV + 15kV        |

| Sorozat          | Tengelyelrendezés | Darabszám | Forgalomba állás | Teljesítmény [kW] | Indító nyomaték[kN] | Max. sebesség [km/h] |
| ČD 703 sorozat   | B                 | 2         | 1977             | 169               | 83                  | 40                   |
| ČD 704 sorozat   | Bo                | 5         | 1988             | 250               | 68                  | 60                   |
| ČD 708 sorozat   | Bo                | 13        | 1995             | 300               | 97                  | 80                   |
| ČD 709 sorozat   | Bo                | 2         | 2006             | 403               | 108                 | 80                   |
| ČD 730 sorozat   | Bo'Bo'            | 2         | 1985             | 600               | 205                 | 80                   |
| ČD 731 sorozat   | Bo'Bo'            | 51        | 1988             | 600               | 205                 | 80                   |
| ČD 742 sorozat   | Bo'Bo'            | 131       | 1977             | 883               | 192                 | 90                   |
| ČD 742.7 sorozat | Bo'Bo'            | 126       | 2009             | 1000              | 208                 | 100                  |
| ČD 743 sorozat   | Bo'Bo'            | 10        | 1987             | 800               | 205                 | 90                   |
| ČD 744.1 sorozat | Bo'Bo'            | 10        | 2019             | 895               | 262                 | 100                  |
| ČD 749 sorozat   | Bo'Bo'            | 3         | 1964             | 1103              | 180                 | 100                  |
| ČD 750 sorozat   | Bo'Bo'            | 16        | 1968             | 1325              | 215                 | 100                  |
| ČD 751 sorozat   | Bo'Bo'            | 1         | 1964             | 1103              | 180                 | 100                  |
| ČD 751.3 sorozat | Bo'Bo'            | 1         | 1969             | 1103              | 180                 | 100                  |
| ČD 753.6 sorozat | Bo'Bo'            | 6         | 1968             | 1550              | 203                 | 100                  |
| ČD 753.7 sorozat | Bo'Bo'            | 30        | 1969             | 1500              | 202                 | 100                  |
| ČD 755 sorozat   | Bo'Bo'            | 2         | 1969             | 1500              | 185                 | 100                  |
| ČD 771 sorozat   | Co'Co'            | 8         | 1968             | 993               | 240                 | 90                   |
| ČD 799 sorozat   | B                 | 8         | 1992             | 37                | 32                  | 5/10                 |